# Pachypidonia bodemeyeri
Pachypidonia bodemeyeri är en skalbaggsart som först beskrevs av Maurice Pic 1934.  Pachypidonia bodemeyeri ingår i släktet Pachypidonia och familjen långhorningar. Inga underarter finns listade i Catalogue of Life.